# Mirobole Éditions
Mirobole Éditions est une maison d'édition française créée en 2012 à Bordeaux.

## Historique
Cette maison a été créée par deux anciennes collaboratrices des éditions Michel Lafon Sophie de Lamarlière (née en 1981) et Nadège Agullo (née en 1973). Les ouvrages sont publiés dans trois collections, « Horizons blancs » (roman), « Horizons noirs » (littérature policière) et « Horizons pourpres » (littérature fantastique). La maison publie 6 à 10 titres par an.

## Catalogue
La maison traduit et publie en français des livres d'auteurs des deux genres cités généralement méconnus, voire inédits, en France, mais reconnus dans leur pays (Europe centrale et orientale et Balkans, Europe du Nord, Amériques, etc.).
La ligne graphique des couvertures a été conçue par le graphiste sud-africain résidant à Paris, Sean Habig, venu du monde de la publicité.

### Auteurs
- S. G. Browne, Californie, États-Unis, né en 1965
- Alper Canıgüz (tr), Turquie, né en 1969
- Anders Fager, Suède, né en 1964
- Eliza Granville (d), Grande-Bretagne
- Vladimir Lortchenkov (Владимир Лорченков), Moldavie (écrit en russe, vit aujourd'hui au Canada), né en 1979
- Zygmunt Miłoszewski, Pologne, né en 1975
- Marek Hłasko, Pologne, 1934-1969
- Anna Starobinets (Анна Старобинец), Russie, née en 1978
- Yana Vagner (Яна Вагнер), père russe / mère tchèque (écrit en russe), née en 1973
- Inger Wolf, Danemark, née en 1971
- Michal Ajvaz, République tchèque, né en 1949
- Paul Nirvanas (el) (Παύλος Νιρβάνας) pseudonyme de Pétros Apostolidis (Πέτρος Κ. Αποστολίδης), Grèce, 1866-1937

### Traducteurs
- Kamil Barbarski (traduit du polonais)
- Charles Zaremba (d) (traduit du polonais)
- Carine Bruy (d) (traduit du suédois et de l'anglais)
- Laura Derajinski (d) (traduit de l'anglais et du russe)
- Alex Fouillet (d) (traduit les langues scandinaves)
- Raphaëlle Pache (traduit du russe)

## Prix littéraires
- Prix européen des Utopiales 2015 - Finaliste prix Mythologica 2016 : L'Autre Ville, de Michal Ajvaz.
- Sélection Prix Médicis étranger 2014 : Des mille et une façons de quitter la Moldavie, de Vladimir Lortchenkov.
- Finaliste prix des lectrices de Elle 2014 - Finaliste Prix Européen du Point 2014 - Finaliste Prix du Polar de Cognac 2014 : Les Impliqués, de Zygmunt Miloszewski.
- Finaliste prix des lectrices de Elle 2015 : Vongozero, de Yana Vagner.
- Finaliste prix des lectrices de Elle 2016 : Noir Septembre, de Inger Wolf.
- Finaliste prix Une Autre Terre 2016 : Le Vivant, de Anna Starobinets.
- Finaliste prix Masterton 2014 - Sélection officielle Grand prix de l'Imaginaire 2015 : Je suis la reine, de Anna Starobinets.